# 산업 사물인터넷
산업 사물인터넷(industrial internet of things, IIoT)은 제조 및 에너지 관리를 포함한 컴퓨터의 산업 부문과 함께 네트워크로 상호 연결되어 있는 센서, 장비 등의 장치를 일컫는다. 이러한 연결을 통해 데이터 수집, 교환, 분석, 그리고 생산과 효율성의 개선을 용이케 하는 것 및 그 밖의 경제적 이점을 실현시킬 수 있다. IIoT는 분산 제어 시스템(DCS)을 발전시킨 것으로, 프로세스 제어를 개선하기 위해 클라우드 컴퓨팅을 사용하여 높은 수준의 자동화를 가능케 한다.

## 개요

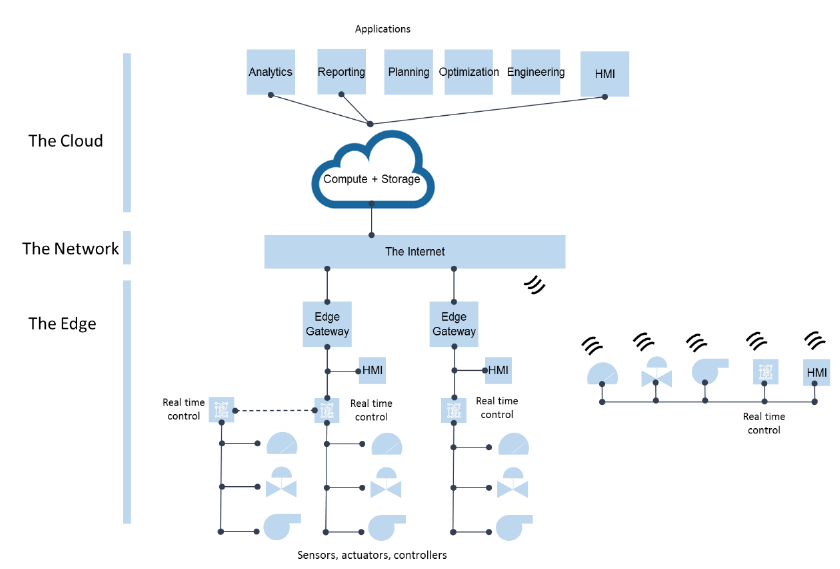
IIoT 구조

### 구조
IIoT 시스템은 디지털 기술의 계층화된 모듈식 구조로 간주된다. 장치 계층은 물리적인 부품을 가리킨다: CPS, 센서, 머신. 네트워크 계층은 서비스 계층으로 데이터를 모아 전송하는 물리 네트워크 버스, 클라우드 컴퓨팅 및 통신 프로토콜을 말한다. 서비스 계층은 데이터를 조작한 뒤 이 데이터를 드라이버 대시보드에 표시할 수 있는 정보로 병합하는 애플리케이션으로 구성된다. 최상위 스택층은 콘텐츠 계층, 즉 사용자 인터페이스이다.
| 콘텐츠 계층   | 사용자 인터페이스 장치(예: 화면, 태블릿, 스마트 글래스) |
| 서비스 계층   | 데이터를 분석하고 이를 정보로 변환하는 응용 소프트웨어  |
| 네트워크 계층 | 통신 프로토콜, 와이파이, 클라우드 컴퓨팅                |
| 장치 계층     | 하드웨어: CPS, 머신, 센서                               |

## 역사
IIoT의 역사는 1968년 딕 몰리의 프로그래머블 로직 컨트롤러(PLC)의 발명과 함께 시작되며 이 컨트롤러는 제너럴 모터스가 자사의 자동 트랜스미션 제조 부문에 사용하였다.

## 같이 보기
- 사물인터넷